# Petit (Familienname)
Petit ist ein französischer Familienname.

## Familienname
- Adrien Petit (* 1990), französischer Radrennfahrer
- Alexis Thérèse Petit (1791–1820), französischer Physiker
- Alfred Le Petit (1841–1909), französischer Maler und Karikaturist
- Alfredo Petit Vergel (1936–2021), kubanischer Geistlicher, Weihbischof in San Cristobal de la Habana
- André Petit (1921–2021), französischer Politiker
- Antoine Petit (1722–1794), französischer Mediziner, Hochschullehrer und Enzyklopädist
- Antoni Martí Petit (1963–2023), andorranischer Politiker
- Aurélia Petit (* 1971), französische Schauspielerin
- Betina Petit-Frère (* 2003), haitianische Fußballspielerin
- Buddie Petit (um 1895–1931), US-amerikanischer Jazzmusiker
- Catharina Petit (um 1660–1740), niederländische Schauspielerin
- Charles Petit (Maler), französischer Maler
- Charles Petit (Kaufmann) (1810–1885), deutscher Kaufmann und Politiker
- Charles Petit (Mediziner) (1797–1856), französischer Mediziner
- Charles Petit (Industrieller) (1857–1930), französischer Industrieller und Handelsrichter
- Charles Petit (Schauspieler), Schauspieler
- Charles Petit-Dutaillis (1868–1947), französischer Historiker
- Charles Frédéric Petit (1857–1947), französischer Bogenschütze
- Charles Hornung Petit (1844–1934), deutscher Kaufmann und Politiker
- Charles Jean Joseph Marie Petit (1896–1978), niederländischer Jurist und Hochschullehrer
- Charles Louis Joseph Petit (1878–1957), belgischer Politiker
- Christine Petit (* 1948), französische Medizinerin und Biologin
- Claude Le Petit (1638–1662), französischer Schriftsteller
- Clément Petit (* 2001), französischer Radrennfahrer
- Didier Petit (* 1962), französischer Jazz-Cellist und Komponist
- Elise Petit (* 1999), kanadisch-US-amerikanische Volleyballspielerin
- Emmanuel Petit (* 1970), französischer Fußballspieler
- Ernest Petit (1888–1971), französischer General und Politiker (PCF)
- François Pourfour du Petit (1664–1741), französischer Anatom und Physiologe
- Frédéric Petit (Politiker, 1961) (* 1961), französischer Ingenieur und Politiker
- Friedrich Carl Petit (auch Friedrich Carl Le Petit; 1809–1854), dänisch-deutscher Autor und Übersetzer
- Gabrielle Petit (1893–1916), belgische Spionin
- Georges Petit (Galerist) (1856–1920), französischer Kunsthändler und Galerist
- Georges Petit (Zoologe) (1892–1973), französischer Zoologe und Wissenschaftshistoriker
- Hans Chemin-Petit (1902–1981), deutscher Komponist und Dirigent
- Hans Chemin-Petit der Ältere (1864–1917), deutscher Komponist
- Henriette Petit (1894–1983), chilenische Malerin
- Hyacinth Petit (1680–1719), belgischer Geistlicher, Weihbischof von Osnabrück
- Isabella Petit (1664–na 1697), niederländische Schauspielerin
- Jacques Petit (1928–1982), französischer Romanist und Literaturwissenschaftler
- Jean Petit (Jurist) (um 1364–1411), französischer Jurist und Theologe
- Jean Petit (Geistlicher) (1628–1692), französischer Geistlicher, Generalabt des Zisterzienserordens
- Jean Petit (Fußballspieler, 1914) (1914–1944), belgischer Fußballspieler
- Jean Petit (Fußballspieler, 1949) (1949–2024), französischer Fußballspieler
- Jean-Claude Petit (* 1943), französischer Komponist
- Jean-Louis Petit (Mediziner) (1674–1750), französischer Chirurg und Anatom
- Jean-Louis Petit (Komponist) (* 1937), französischer Dirigent, Komponist, Organist und Pianist
- Jean-Pierre Petit (* 1937), französischer Physiker
- Joan Petit i Aguilar (1752–1829), spanischer Katalanist und Grammatiker
- Joseph Petit (Musiker) (1873/1880–1946), US-amerikanischer Jazzmusiker
- Joseph Petit (Autor) (1912–2001), luxemburgischer Publizist und Autor
- Joseph Petit (Sportler), belgischer Rennfahrer
- Léo Petit (1923–2017), französischer Gitarrist
- Louis Petit (Bischof) (1868–1927), französischer Erzbischof von Athen
- Louis Petit de Bachaumont (1690–1771), französischer Schriftsteller und Kunstkritiker
- Louis Petit de Julleville (1841–1900), französischer Romanist, Mediävist und Literaturwissenschaftler
- Louis Marie Aubert Du Petit-Thouars (1758–1831), französischer Reisender und Botaniker
- Lucien Petit-Breton (1882–1917), französischer Radrennfahrer
- Manon Petit-Lenoir (* 1998), französische Snowboarderin
- Maria Petit (um 1661–1718/1722), niederländische Schauspielerin
- Mélissa Petit (* 1990), französische Sängerin
- Michel Petit (* 1964), kanadischer Eishockeyspieler
- Nicolas Petit (1876–1953), luxemburgischer Architekt und Baubeamter
- Olga Petit (1870–1966), eigentlich Sophie Balachowsky-Petit, französische Anwältin
- Pascale Petit (geb. Anne-Marie Petit; * 1938), französische Schauspielerin
- Paul Petit (1914–1998), französischer Klassischer Philologe
- Philippe Petit (* 1949), französischer Hochseilartist
- Pierre Petit (Ingenieur) (1598–1677), französischer Astronom, Mathematiker, Militäringenieur, Physiker
- Pierre Le Petit (um 1617–1686), französischer Buchdrucker
- Pierre Petit (Gelehrter) (1617–1687), französischer Mediziner, Philologe und Dichter
- Pierre Petit (Fotograf) (1832–1909), französischer Fotograf
- Pierre Petit (Kameramann) (1920–1997), französischer Kameramann
- Pierre Petit (Komponist) (1922–2000), französischer Komponist
- Pierre Petit (Politiker) (* 1930), französischer Politiker (RPR)
- Pierre Petit (Rennfahrer) (* 1957), französischer Automobilrennfahrer
- Raymond Petit (1910–1990), französischer Mittelstreckenläufer
- Raymond Petit (Widerstandskämpfer) (1920–1942), luxemburgischer Student und Widerstandskämpfer
- René Petit (1899–1989), französischer Fußballspieler und Ingenieur
- Roland Petit (1924–2011), französischer Tänzer und Choreograf
- Thibaut Petit (* 1980), belgischer Basketballtrainer
- Traugott Wilhelm le Petit (1748–1800), deutscher Rechtsgelehrter
- Victor Petit (Architekt) (1818–1871), französischer Architekt, Lithograf und Schriftsteller
- Victor Petit, Pseudonym von Ludwig Altenhöfer (1921–1974), deutscher Schriftsteller und Politiker (CSU)
- Xavier-Laurent Petit (* 1956), französischer Autor

## Künstlername
- Petit (Fußballspieler) (Armando Gonçalves Teixeira; * 1976), portugiesischer Fußballspieler
- Petit (Rapper) (Salvatore Moccia; * 2005), italienischer Rapper